# Jogos do Cruzeiro do Sul de 1978
Os Jogos Sul-Americanos de 1978 (em espanhol: Juegos Sudamericanos, em inglês: South American Games), decorridos entre 3 e 12 de novembro, foram a primeira edição, realizada em La Paz, na Bolívia.
Os Jogos do Cruzeiro do Sul, como chamados na época, reuniram oito nações, em um total de 480 atletas, que competiram em dezesseis esportes.

## Países participantes
- Argentina
- Brasil
- Bolívia
- Chile
- Equador
- Peru
- Paraguai
- Uruguai

## Esportes
| - Atletismo - Basquete - Beisebol - Boxe | - Ciclismo - Equitação - Esgrima - Futebol | - Ginástica artística - Halterofilismo - Judô - Lutas | - Natação - Tênis - Tiro desportivo - Vôlei |

## Quadro de medalhas
| Ordem | País      | Medalha de ouro | Medalha de prata | Medalha de bronze | Total |
| ----- | --------- | --------------- | ---------------- | ----------------- | ----- |
| 1     | Argentina | 91              | 53               | 45                | 189   |
| 2     | Chile     | 31              | 25               | 20                | 76    |
| 3     | Bolívia   | 20              | 42               | 44                | 106   |
| 4     | Equador   | 13              | 8                | 6                 | 27    |
| 5     | Peru      | 9               | 16               | 10                | 35    |
| 6     | Uruguai   | 4               | 16               | 12                | 32    |
| 7     | Paraguai  | 2               | 3                | 4                 | 9     |
| 8     | Brasil    | 1               |                  |                   | 1     |
| TOTAL | TOTAL     | 171             | 163              | 141               | 475   |